# Філіп (Південна Дакота)
Філіп (англ. Philip) — місто (англ. city) в США, в окрузі Хокон штату Південна Дакота. Населення — 759 осіб (2020).

## Географія
Філіп розташований за координатами 44°2′27″ пн. ш. 101°39′53″ зх. д. / 44.04083° пн. ш. 101.66472° зх. д. (44.040708, -101.664746).  За даними Бюро перепису населення США в 2010 році місто мало площу 1,55 км², уся площа — суходіл.

### Клімат
| Клімат : Філіп           | Клімат : Філіп | Клімат : Філіп | Клімат : Філіп | Клімат : Філіп | Клімат : Філіп | Клімат : Філіп | Клімат : Філіп | Клімат : Філіп | Клімат : Філіп | Клімат : Філіп | Клімат : Філіп | Клімат : Філіп | Клімат : Філіп |
| Показник                 | Січ.           | Лют.           | Бер.           | Квіт.          | Трав.          | Черв.          | Лип.           | Серп.          | Вер.           | Жовт.          | Лист.          | Груд.          | Рік            |
| Абсолютний максимум, °C  | 23,3           | 24,4           | 30,6           | 35,6           | 40,6           | 43,9           | 43,9           | 45,0           | 41,7           | 36,1           | 28,9           | 22,2           | 45,0           |
| Середній максимум, °C    | 1,7            | 3,9            | 8,9            | 15,6           | 21,1           | 27,2           | 31,7           | 31,7           | 25,6           | 17,2           | 8,3            | 2,2            | 16,3           |
| Середня температура, °C  | −5,3           | −3,3           | 1,7            | 7,8            | 13,9           | 19,7           | 23,6           | 23,1           | 16,9           | 9,2            | 1,1            | −4,7           | 8,7            |
| Середній мінімум, °C     | −12,2          | −10,6          | −5,6           | 0,0            | 6,7            | 12,2           | 15,6           | 14,4           | 8,3            | 1,1            | −6,1           | −11,7          | 1,1            |
| Абсолютний мінімум, °C   | −37,2          | −36,1          | −33,9          | −15            | −8,9           | 0,0            | 2,8            | 0,0            | −6,7           | −19,4          | −31,7          | −35,6          | −37,2          |
| Норма опадів, мм         | 8              | 13             | 32             | 47             | 77             | 74             | 52             | 38             | 38             | 36             | 16             | 11             | 442            |
| ------------------------ | -------------- | -------------- | -------------- | -------------- | -------------- | -------------- | -------------- | -------------- | -------------- | -------------- | -------------- | -------------- | -------------- |
| Джерело: Weather Channel |                |                |                |                |                |                |                |                |                |                |                |                |                |

## Демографія
Згідно з переписом 2010 року, у місті мешкало 779 осіб у 375 домогосподарствах у складі 197 родин. Густота населення становила 503 особи/км².  Було 423 помешкання (273/км²).
Расовий склад населення:
| - 94,4 % — білих - 2,2 % — корінних американців - 0,8 % — азіатів - 0,3 % — чорних або афроамериканців |

До двох чи більше рас належало 2,4 %. Частка іспаномовних становила 1,2 % від усіх жителів.
За віковим діапазоном населення розподілялося таким чином: 19,1 % — особи молодші 18 років, 53,4 % — особи у віці 18—64 років, 27,5 % — особи у віці 65 років та старші. Медіана віку мешканця становила 51,5 року. На 100 осіб жіночої статі у місті припадало 84,6 чоловіків;  на 100 жінок у віці від 18 років та старших — 82,6 чоловіків також старших 18 років.
Середній дохід на одне домашнє господарство  становив 45 799 доларів США (медіана — 31 574), а середній дохід на одну сім'ю — 59 107 доларів (медіана — 44 091). Медіана доходів становила 32 155 доларів для чоловіків та 29 333 долари для жінок. За межею бідності перебувало 9,7 % осіб, у тому числі 8,4 % дітей у віці до 18 років та 15,1 % осіб у віці 65 років та старших.
Цивільне працевлаштоване населення становило 357 осіб. Основні галузі зайнятості: освіта, охорона здоров'я та соціальна допомога — 30,3 %, роздрібна торгівля — 12,3 %, виробництво — 11,8 %.